# 小行星2320
小行星2320（2320 Blarney）是一颗绕太阳运转的小行星，为主小行星带小行星。该小行星于1979年8月29日发现。
該小行星以愛爾蘭的城鎮布拉尼命名。

## 轨道参数
小行星2320的轨道半长轴为3.1681780 UA，离心率为0.126。